# Anno 1701: Dawn of Discovery
Anno 1701: Dawn of Discovery (ook bekend als 1701 A.D. for Nintendo DS) is een real-time strategyspel voor de Nintendo DS. Het is ontwikkeld door Keen Games (in opdracht van Sunflowers) en het is uitgegeven door Touchstone, Disney Interactive Studios op 8 juni 2007 in Duitsland en elders in Europa. Het spel maakt in grote mate gebruik van de aanraakscherm van de Nintendo DS.

## Overzicht
Net zoals in het spel Anno 1701 houdt de speler zich bezig met het koloniseren, opbouwen en verdedigen van nederzettingen.
Het spel bevat de volgende spelmodi:
- Campagne: De campagne bestaat uit vijf hoofdstukken die elk bestaan uit een aantal missies.
- Continu spelen: De speler kan in deze spelmodus zich eindeloos bezighouden met het ontwikkelen en perfectioneren van zijn/haar nederzettingen. Er kunnen van tevoren bepaalde zaken ingesteld worden, zoals de moeilijkheidsgraad van de tegenspelers, de karakteristieken van de eilanden en de beschikbaarheid van grondstoffen.
- Multiplayer: In de multiplayer spelmodus kunnen maximaal vier spelers tegen elkaar spelen.
- Personages: Men kan kiezen tussen tien personages met elk een eigen voorkeur en verhaal.

## Ontvangst
Het spel werd overwegend positief ontvangen:
| Beoordeeld door            | Jaar | Score |
| -------------------------- | ---- | ----- |
| Gameswelt                  | 2007 | 89%   |
| Game Captain               | 2007 | 87%   |
| Gamesmania                 | 2007 | 86%   |
| Deaf Gamers                | 2007 | 83%   |
| Official Nintendo Magazine | 2008 | 82%   |
| Withingames                | 2007 | 80%   |
| videogamer.com             | 2007 | 80%   |
| Computer Bild Spiele       | 2007 | 78%   |
| Jeux Vidéo Network         | 2009 | 75%   |
| Games TM                   | 2007 | 70%   |

## Trivia
- Het spel is opgenomen in het boek 1001 Video Games You Must Play Before You Die van Tony Mott.